# Мидленд (Арканзас)
Мидленд (англ. Midland, Arkansas) — город, расположенный в округе Себасчан (штат Арканзас, США) с населением в 253 человека по статистическим данным переписи 2000 года.

## География
По данным Бюро переписи населения США город Мидленд имеет общую площадь 0,78 квадратных километров, водных ресурсов в черте населённого пункта не имеется.
Город Мидленд расположен на высоте 166 метров над уровнем моря.

## Демография
По данным переписи населения 2000 года в Мидленде проживало 253 человека, 72 семьи, насчитывалось 96 домашних хозяйств и 113 жилых домов. Средняя плотность населения составляла около 281,1 человека на один квадратный километр. Расовый состав Мидленда по данным переписи распределился следующим образом: 96,44 % белых, 0,4 % — чёрных или афроамериканцев, 1,19 % — коренных американцев, 1,98 % — представителей смешанных рас.
Испаноговорящие составили 1,98 % от всех жителей города.
Из 96 домашних хозяйств в 38,5 % — воспитывали детей в возрасте до 18 лет, 63,5 % представляли собой совместно проживающие супружеские пары, в 9,4 % семей женщины проживали без мужей, 24 % не имели семей. 20,8 % от общего числа семей на момент переписи жили самостоятельно, при этом 14,6 % составили одинокие пожилые люди в возрасте 65 лет и старше. Средний размер домашнего хозяйства составил 2,64 человек, а средний размер семьи — 3,08 человек.
Население города по возрастному диапазону по данным переписи 2000 года распределилось следующим образом: 28,1 % — жители младше 18 лет, 9,9 % — между 18 и 24 годами, 25,3 % — от 25 до 44 лет, 21,3 % — от 45 до 64 лет и 15,4 % — в возрасте 65 лет и старше. Средний возраст жителей составил 35 лет. На каждые 100 женщин в Мидленде приходилось 102,4 мужчин, при этом на каждые сто женщин 18 лет и старше приходилось 93,6 мужчин также старше 18 лет.
Средний доход на одно домашнее хозяйство в городе составил 25 313 долларов США, а средний доход на одну семью — 28 500 долларов. При этом мужчины имели средний доход в 24 688 долларов США в год против 19 500 долларов среднегодового дохода у женщин. Доход на душу населения в городе составил 13 552 доллара в год. 13,2 % от всего числа семей в округе и 14,1 % от всей численности населения находилось на момент переписи населения за чертой бедности, при этом из них 9,5 % были моложе 18 лет и 16,2 % — в возрасте 65 лет и старше.